# فيلي روبرتس
فيلي روبرتس (بالإنجليزية: Willie Roberts)‏ هو لاعب كرة القدم الكندية أمريكي، ولد في 8 مارس 1931 في تشيكاشا في الولايات المتحدة.

## وصلات خارجية
- فيلي روبرتس على موقع JustSportsStats.com (الإنجليزية)